# البرادعة
البرادعة إحدى أكبر قرى مركز القناطر الخيرية التابع لمحافظة القليوبية بجمهورية مصر العربية.

## التاريخ
ذكرها علي مبارك في كتابه الخطط التوفيقية باسم "البراذعة"، حيث ذكر أنها من قرى مديرية القليوبية بقسم قليوب، وأن بها جامع بمنارة وكنيسة للأقباط.

## البنية التحتية
كانت تعاني القرية من نقص توافر المياة العذبة لاختلاطها بمياة الصرف الصحي، ولكن تم استبدال شبكه مياه الشرب واصبحت لا يوجد بها مشاكل في مياه الشرب بعد تعليمات من الرئيس الاسبق محمد حسنى مبارك 
جارى العمل على انهاء مشروع الصرف الصحى التي تنفذه الحكومة منذ أكثر من 9 سنوات 

## السكان
بلغ عدد سكان البرادعة 22,600 نسمة، حسب الإحصاء الرسمي لعام 2006.